# Iskander Mirza
Iskander Ali Mirza (urdu اسکندر مرزا) (ur. 13 listopada 1899 w Bombaju, zm. 12 listopada 1969 w Londynie) – pierwszy prezydent Pakistanu w latach 1956–1958. Był również czwartym, ostatnim gubernatorem generalnym Pakistanu w latach 1955–1956. Został obalony przez pucz wojskowy.